# Kristen Connolly
Kristen Nora Connolly (Montclair, 12 de julho de 1980) é uma atriz americana. Ela é mais conhecida por interpretar Dana Polk no filme de terror The Cabin in the Woods, Christina Gallagher na série House of Cards (Netflix), Bess Houdini na minissérie Houdini (History/A&E), Lena Lawrence na série The Whispers (ABC), e Jamie Campbell na série Zoo (CBS).

## Carreira
Kristen começou sua carreira com papéis recorrentes em vários curtas-metragens digitais para o site CollegeHumor. Ela apareceu como figurante nos filmes O Sorriso de Mona Lisa, The Happening, e Meet Dave. Ela também apareceu em papéis recorrentes nas soap operas diurnas Guiding Light e As the World Turns, ambas na CBS.
Kristen ficou conhecida mundialmente em 2012, após protagonizar o filme de terror The Cabin in the Woods como Dana Polk, que foi dirigido por Drew Goddard, produzido por Joss Whedon e escrito por ambos. Ainda em 2012, apareceu como protagonista do filme de terror The Bay.
Em 2013, ela teve o papel principal de Christina Gallagher na série House of Cards da Netflix, que se tornou recorrente na segunda temporada. Christina é uma obstinada assistente executiva que está tendo um caso com o Deputado Peter Russo (interpretado por Corey Stoll).
Em 1 de setembro de 2014, a minissérie Houdini estreou na A&E com 3,7 milhões de telespectadores, nela Kristen interpreta Bess Houdini e aparece ao lado do vencedor do Óscar Adrien Brody, que interpreta Harry Houdini. Em 3 de outubro, ela estreou como Petra Anderson no thriller psicológico A Good Marriage, baseado no conto homônimo de Stephen King.
Em 2015, teve o papel principal de Lena Lawrence na série The Whispers da ABC, sua personagem é a esposa traída de Wes e mãe dedicada de Minx, ela fica aterrorizada quando descobre que sua filha é uma das crianças escolhidas pela força paranormal Drill para servi-lo. Kristen também protagonizou a série Zoo da CBS como Jamie Campbell, uma jovem jornalista apaixonada que tem o propósito de descobrir a história por trás do comportamento animal misterioso que ela tem rastreado.

## Filmografia

### Cinema
| Ano  | Título                      | Papel                         | Notas          |
| ---- | --------------------------- | ----------------------------- | -------------- |
| 2003 | O Sorriso de Mona Lisa      | Estudante de História da arte | Figurante      |
| 2008 | The Happening               | Mulher lendo no banco         | Figurante      |
| 2008 | Meet Dave                   | Make-Out Girl                 | Figurante      |
| 2008 | Revolutionary Road          | Sra. Brace                    |                |
| 2009 | Confessions of a Shopaholic | Garota em rosa                |                |
| 2010 | Superego                    | Josey                         | Telefilme      |
| 2011 | Certainty                   | Betsy                         |                |
| 2011 | The Five Stages of Grief    | Allison                       | Curta-metragem |
| 2012 | The Cabin in the Woods      | Dana Polk                     |                |
| 2012 | The Bay                     | Stephanie                     |                |
| 2012 | Ex-Girlfriends              | Laura                         |                |
| 2014 | A Good Marriage             | Petra Anderson                |                |
| 2014 | Worst Friends               | Zoe                           |                |
| 2015 | A Mighty Nice Man           | Mãe de Charlotte              | Curta-metragem |
| 2016 | The Wizard of Lies          | Stephanie Madoff              | Telefilme      |
| 2022 | Deep Water                  | Jackie                        |                |

### Televisão
| Ano       | Título                       | Papel               | Notas                                          |
| --------- | ---------------------------- | ------------------- | ---------------------------------------------- |
| 2008      | New Amsterdam                | Fanny               | Episódio 4                                     |
| 2008      | Guiding Light                | Jolene              | Recorrente, 16 episódios                       |
| 2008      | Law & Order: Criminal Intent | Miranda / Teresa    | Temporada 7, Episódio 17                       |
| 2008–2009 | As the World Turns           | Josie Anderson      | Recorrente, 29 episódios                       |
| 2009      | Life on Mars                 | Donna               | Episódio 10                                    |
| 2009      | Nurse Jackie                 | Sra. Vogal          | Temporada 1, Episódio 4                        |
| 2009      | Mercy                        | Carey Whitlow       | Episódio 5                                     |
| 2011      | The Good Wife                | Maggie Reeves       | Temporada 3, Episódio 3                        |
| 2013–2014 | House of Cards               | Christina Gallagher | Principal, Temporada 1 Recorrente, Temporada 2 |
| 2014      | Houdini                      | Bess Houdini        | Elenco Principal                               |
| 2015      | The Whispers                 | Lena Lawrence       | Elenco Principal                               |
| 2015      | Zoo                          | Jamie Campbell      | Elenco Principal                               |

### Webséries
| Ano  | Título   | Papel                      | Notas                   |
| ---- | -------- | -------------------------- | ----------------------- |
| 2006 | iGirl    | Também produtora associada |                         |
| 2014 | F to 7th | Sandy                      | Temporada 2, Episódio 4 |